# Kjeller Flyfabrikk
Kjeller Flyfabrikk  — ныне не существующая норвежская авиастроительная компания.

## История

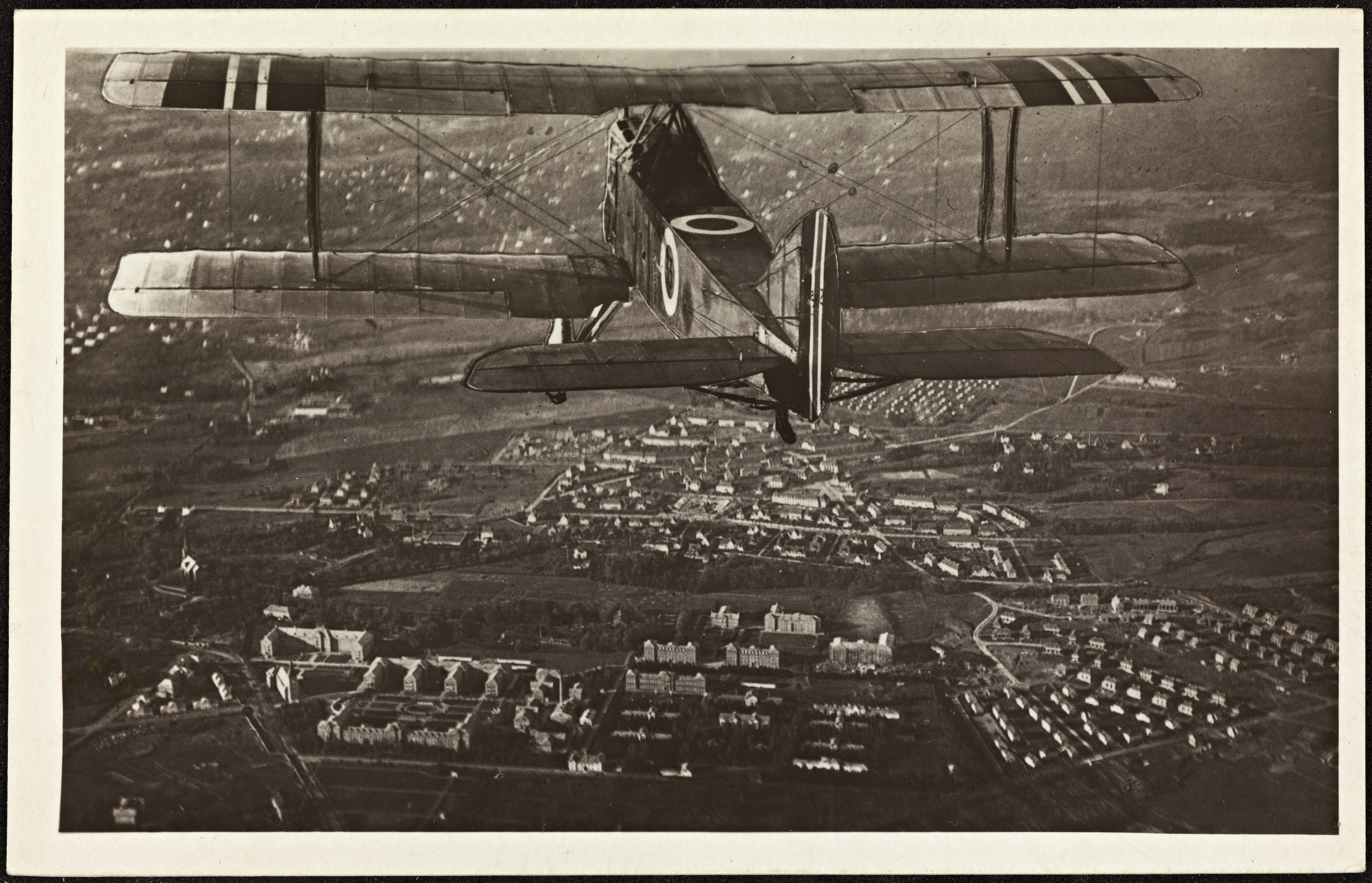
F.F. 9 Kaje I № 33 над районом Осло Уллевол, открытка 1920-х годов

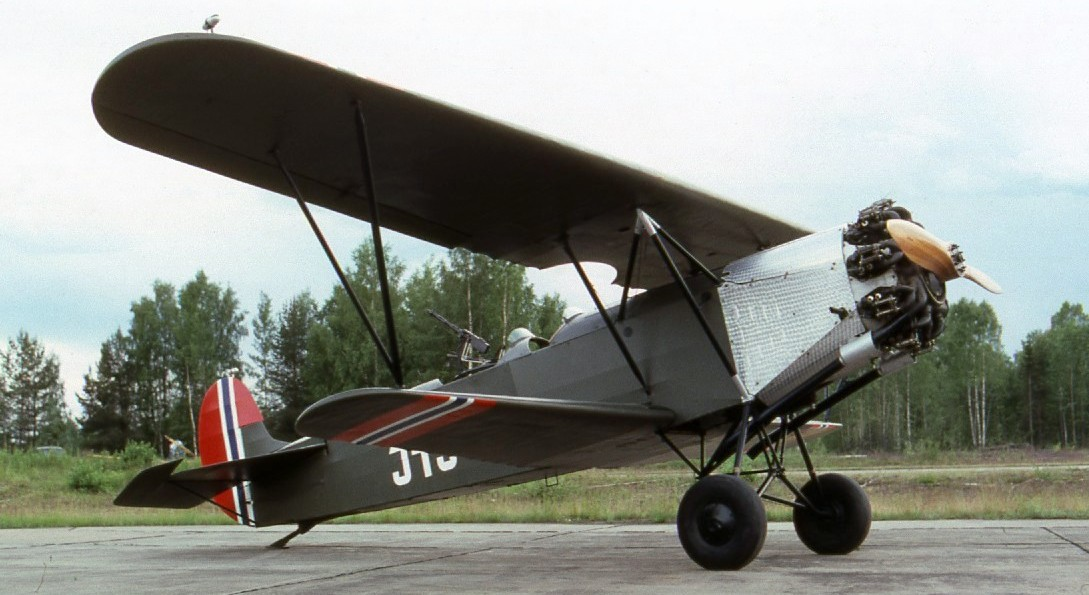
Лицензионный Fokker CV-D с норвежскими опознавательными знаками

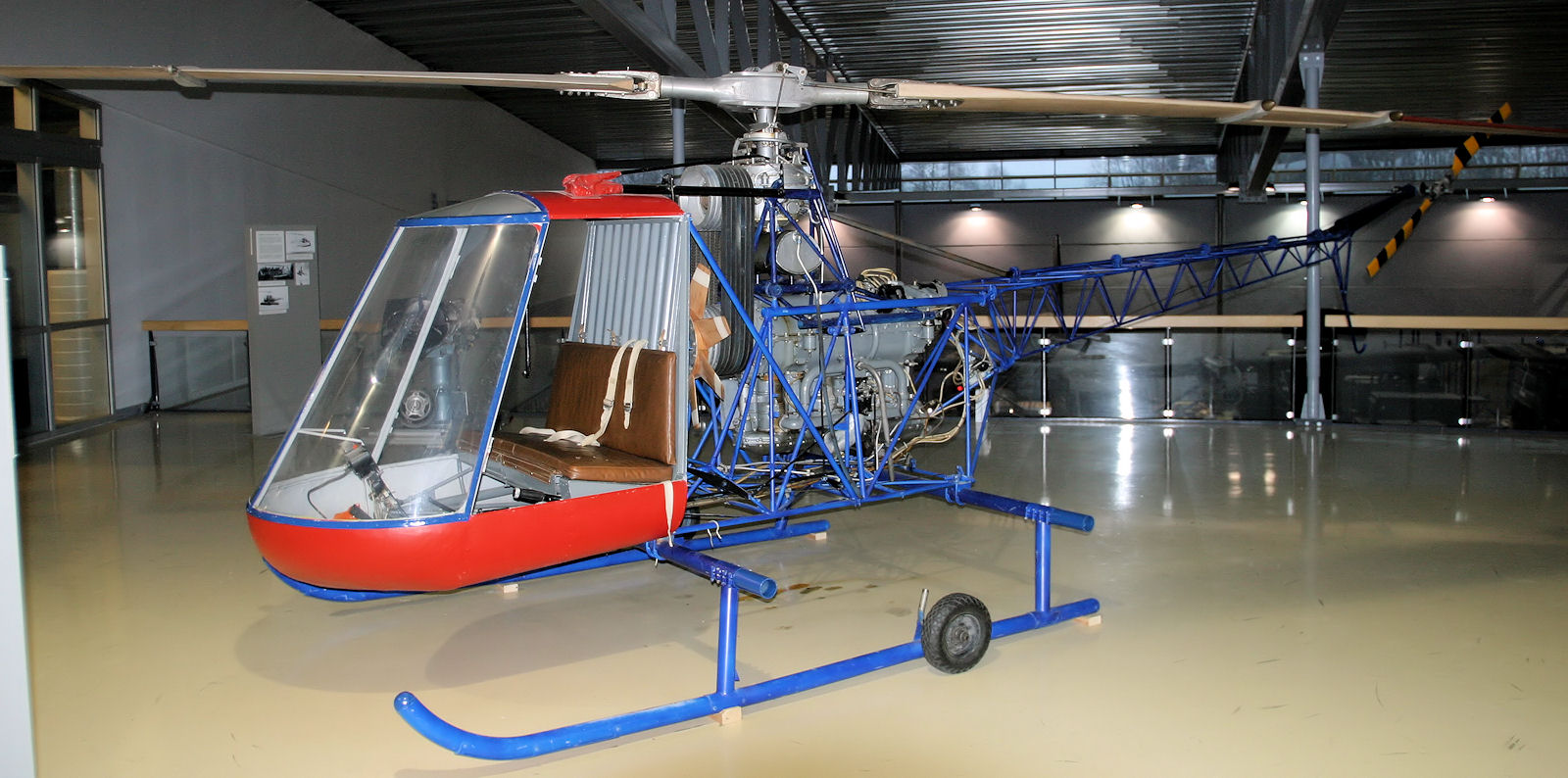
Экспериментальный вертолёт PK X-1 из собрания авиамузея в Гардермуэне.

Фактически существовала с 1912 года как завод Воздушных Сил армии Норвегии (в связи с чем так же известна как Hærens Flyfabrikk), формально основана в 1915 году.
В первые годы производила самолёты по типу ранних моделей Фармана и их модификации, позже перешла к выпуску собственных разработок и лицензионному выпуску, преимущественно английских и немецких образцов
В период с 1921 по 1940 год на авиазаводе было изготовлено 110 самолетов типов Kaje, Tiger Moth и Fokker C.V. В конце 30-х годов начались масштабные инвестиции в лицензионное производство новых современных истребителей, таких как американский Curtiss Hawk. Всего на Кьеллер было построено более 160 самолетов.
В годы оккупации завод Kjeller стал базой для технического обслуживания немецких самолётов и авиадвигателей; что вызвало налёты авиации Союзников в 1943 году.
После войны, в связи с массовыми поставками американской авиатехники, завод прекратил выпуск собственных конструкций (за исключением нескольких прототипов) и, вплоть до закрытия в 1952 году, использовался как ремонтная база.

## Продукция фирмы
| Название                               | Период    | Количество | Тип                              | Примечания                                                                                   |
| -------------------------------------- | --------- | ---------- | -------------------------------- | -------------------------------------------------------------------------------------------- |
| Hærens Flyvemaskinfabrikk FF.1         | 1913      |            |                                  | разработка Эйнара Сем-Якобсона по типу Farman MF.7                                           |
| Hærens Flyvemaskinfabrikk FF.2         | 1916      |            |                                  | развитие конструкции FF.1, ? копия Farman MF.11                                              |
| Hærens Flyvemaskinfabrikk F.F. 3 Hydro | 1917-18   | 4          |                                  | вооружённый поплавковый гидроплан                                                            |
| Kjeller FF.4                           | 1920      |            |                                  | планировалось к постройке 5 шт. ?на базе M.F.19                                              |
| F.F. 5 Svane                           | 1918      |            |                                  | он же T.1, по типу RAF BE.2e, также T.1B существовали T.1C, сходные с Avro 504               |
| F.F. 6                                 | 1921      | 1          | истребитель                      | неудачный прототип конструкции Хеллесена                                                     |
| F.F. 7 Hauk                            | 1923–1924 | 14         | истребитель                      | лицензионный Hannover CL.V                                                                   |
| F.F. 8 Make                            | 1923–1924 | 14         | поплавковый гидроплан-разведчик  | лицензионный Hansa-Brandenburg W.33                                                          |
| F.F.9 Kaje                             | 1921–1926 | 19         | учебный/ разведчик               | подтипы Kaje I, Kaje II и Kaje III                                                           |
| Fokker C.V                             | 1929–1939 | 42         | лёгкий бомбардировщик/ разведчик | лицензионный                                                                                 |
| Moth                                   |           | 10         | учебный                          | лицензионный                                                                                 |
| Tiger Moth                             | 1932–1935 | 37         | учебный                          | лицензионный                                                                                 |
| PK X-1                                 | 1955      | 1          | вертолёт                         | прототип, послевоенные обозначения 'PK' — инициалы конструктора, подполковника Paul Kjølseth |
| PK X-2                                 | 1962      | 1          | вертолёт                         | прототип                                                                                     |